# میدان شهرداری سابق
میدان شهرداری سابق با نام رسمی میدان انقلاب اسلامی که نام‌های دیگری مانند میدان سپه ،میدان اجلالیه و میدان جهاد سازندگی نیز داشته‌است، میدانی در شهر کرمانشاه است. این میدان در منطقه ۴ شهرداری کرمانشاه واقع شده و خیابان‌های سپه (مدرس) و دبیراعظم در جهت شمال شرقی به جنوب غربی و خیابان‌های معلم غربی (اجلالیه) و معلم شرقی (شاه‌بختی) در جهت شمال غربی به جنوب شرقی از آن عبور می‌کنند. میدان شهرداری سابق کرمانشاه در بهمن ۱۳۹۹ در فهرست آثار ملی ایران قرار گرفت.

## نامگذاری
میدان شهرداری سابق همزمان با ساخت خیابان سپه ساخته شد و به دلیل قرارگیری در تقاطع خیابان سپه و اجلالیه-شاهبختی، میدان سپه نامیده می‌شد. با این وجود از آنجا که مکان میدان شهرداری سابق در گذشته بخشی از باغ اجلالیه بود، از گذشته با نام میدان اجلالیه نیز شناخته می‌شده‌است. از سال ۱۳۱۷ شهرداری کرمانشاه به این میدان منتقل شد و همین مسئله سبب شد تا در میان مردم به نام میدان شهرداری شناخته بشود. شهرداری در ابتدا در ساختمانی در ضلع جنوبی خیابان قرار داشت، اما در سال ۱۳۲۰ به ساختمان رئیسیان واقع در ضلع شمالی (مکان کنونی مسجد شریف معتضدی) منتقل شد و تا سال ۱۳۳۸ در آن مکان ماند. هر دوی این ساختمان‌ها استیجاری بودند و شهرداری در سال ۱۳۳۹ با خرید ساختمان دیگری که در گذشته کنسولگری بریتانیا در کرمانشاه بود از این میدان رفت و از آن زمان این میدان نزد مردم با نام میدان شهرداری سابق شناخته‌شده‌است. با وقوع انقلاب بهمن ۱۳۵۷ نام میدان توسط حکومت جدید به میدان جهاد سازندگی تغییر داده‌شد. این نام تا سال ۱۳۸۷ بر روی میدان بود و از آن زمان به میدان انقلاب اسلامی تغییر داده‌شد که در حال حاضر نام رسمی این میدان محسوب می‌شود. با این وجود این میدان همچنان نزد مردم با همان نام شهرداری یا شهرداری سابق شناخته می‌شود و با همین نام نیز در فهرست میراث ملی ایران به ثبت رسیده‌است.

## تاریخچه

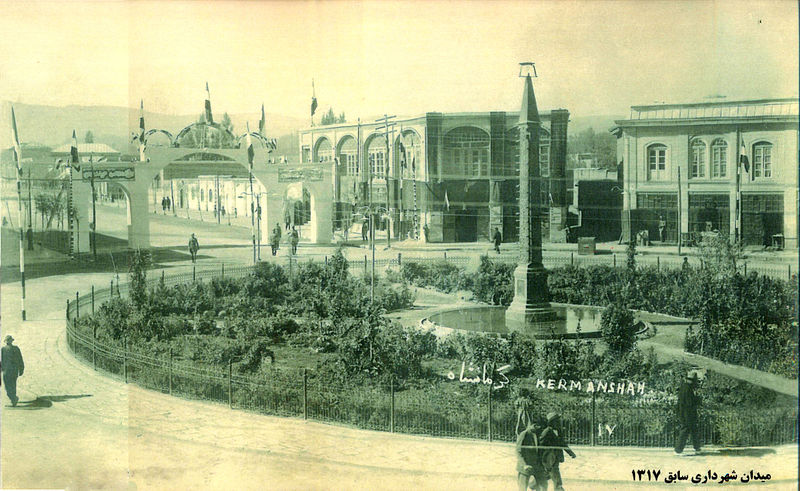
میدان شهرداری سابق، سال ۱۳۱۷؛ در سمت چپ تصویر دروازۀ ورودی خیابان دبیراعظم واقع در ضلع جنوب غربی میدان دیده می‌شود.

میدان شهرداری سابق در سال ۱۳۱۰ (ضلع شمالی) یک گروه موسیقی در حال اجرای برنامه هستند.

مکان میدان شهرداری سابق در گذشته بخشی از باغ اجلالیه بود که به علی‌خان اعظم زنگنه ملقب به سردار اجلال تعلق داشت که به تغییر کاربری داده و به بخش‌های مختلفی تقسیم شد. میدان شهرداری سابق نیز با ساخت خیابان سپه (مدرس کنونی) در سال ۱۳۱۴ (۱۹۳۵ میلادی) در جهت شمال شرقی به جنوب غربی، به عنوان محل تلاقی این خیابان با خیابان قدیمی‌تر شاه‌بختی (معلم شرقی کنونی) و خیابان معلم غربی (اجلالیه) ساخته شد. ساختمان شهرداری کرمانشاه تا سال ۱۳۳۹ در این میدان قرار داشت.
میدان شهرداری سابق در محور خیابان مدرس-خیابان دبیراعظم و در انتهای محدودۀ بافت تاریخی کرمانشاه از جانب جنوب غربی قرار گرفته‌است. در گذشته این میدان و باغ اجلالیه حدفاصل باغ‌های سرسبز جنوب غربی شهر و بافت قدیمی شهر به شمار می آمده‌است و به همین دلیل در این محدوده آثار، بناها، محله‌ها و راسته‌های تاریخی باارزشی قرار دارند.
در گذشته و در سال‌های اشغال کرمانشاه توسط نیروهای نظامی انگلستان طی جنگ جهانی دوم، ادارۀ انتشارات و تبلیغات بریتانیا در ضلع غربی میدان شهرداری سابق، طبقۀ همکف کلانتری ۲، جنب کوچۀ ارمنیان قرار داشته‌است.
خانقاه اخوت نیز با یکصد سال قدمت در کوچۀ خانقاه در ضلع جنوب شرقی جدار میدان شهرداری سابق قرار داشت که در اسفند ۱۳۹۹ توسط ادارۀ اوقاف و امور خیریۀ کرمانشاه تخریب شد.

## کاربری‌های مهم
مسجد شریف معتضدی که در سال ۱۳۴۵ ساخته شده‌است در ضلع شمال غربی میدان شهرداری سابق نبش خیابان معلم غربی (اجلالیه) قرار دارد.

## مسیرهای ورودی و خروجی
این میدان از سمت جنوب غربی از طریق خیابان دبیراعظم به میدان مصدق، سه‌راه برق و میدان فردوسی متصل می‌شود. همچنین از سمت شمال شرقی از طریق خیابان مدرس با چهارراه اجاق و میدان آزادی در ارتباط قرار می‌گیرد. علاوه بر این معلم در جهت شمال غربی-جنوب شرقی از این میدان عبور می‌کند که در جهت شمال غربی با نام خیابان معلم غربی (اجلالیه) و در جهت جنوب شرقی با نام خیابان معلم شرقی (شاه‌بختی) شناخته می‌شود. میدان شهرداری سابق از طریق خیابان معلم غربی به پل اجلالیه، میدان دارایی، خیابان جوانشیر، چهارراه مؤید، پارک شیرین (چیاسور) و محلۀ‌ سرچشمه متصل می‌شود و از سمت خیابان معلم شرقی به سه‌راه شریعتی ختم شده و با خیابان شریعتی ارتباط می‌یابد.

## ثبت در فهرست آثار ملی

میدان شهرداری سابق، سال ۱۳۳۰ (ضلع جنوب شرقی)

میدان شهرداری سابق کرمانشاه به دلیل قدمت جداره‌های آن در ضلع جنوبی، شرقی، شمال شرقی و جنوب غربی و نوع تزئینات آن‌ها که برای ساخت‌شان از معماری دورۀ قاجار استفاده شده‌است، در بهمن ۱۳۹۹ در فهرست آثار ملی ایران به ثبت رسیده‌است.

## احیا و تخریب منظر تاریخی میدان
در تیر ۱۳۹۵ معاون میراث فرهنگی ادارۀ کل میراث فرهنگی، صنایع دستی و گردشگری استان کرمانشاه از برنامۀ این نهاد برای احیای معماری و منظر تاریخی میدان شهرداری سابق خبر داد و حتی از این پروژه به عنوان «اصلی‌ترین برنامۀ مرمتی» این نهاد یاد کرد. با این وجود اقدامی اساسی برای اجرای این پروژه صورت نگرفت و حتی تخریب خانقاه اخوت، ساخت پارکینگ طبقاتی و مجتمع تجاری و نیز ساخت واحد تجاری توسط متولیان مسجد معتضدی منظر تاریخی این میدان را بیش از پیش تخریب نمود.

### سنگفرش کردن میدان
در ۲۱ خرداد ۱۴۰۲ شهردار کرمانشاه از سنگفرش کردن میدان شهرداری سابق خبر داد. به گفتۀ وی در آینده محدودۀ میدان مصدق و خیابان دبیراعظم در فاصلۀ دو میدان نیز به‌گونه‌ای سنگفرش خواهد شد که امکان تردد خودرو بر روی آن وجود داشته‌باشد. با این وجود یک عضو شورای  شهر کرمانشاه از نحوۀ فنی اجرای این طرح با استفاده از موزاییک و بلوک با ملات‌کاری ۳ سانتیمتری انتقاد کرد و اعلام کرد که کمیسیون عمرانی شورای شهر این شکل از اجرای پروژه را رد کرده و اکنون نیز تصمیم دارد با همکاری معاونت عمرانی شهرداری و کارشناسان از اجرای آن به شکل کنونی جلوگیری کند.

## در ادبیات
علی‌محمد افغانی در رمان شادکامان درۀ قره‌سو که بخشی از ماجراهای آن در حوالی محله و میدان شهرداری سابق می‌گذرد، از این محله به عنوان یکی از محل‌های سکونت ارمنی‌ها در شهر کرمانشاه یاد کرده و این میدان را چنین توصیف می‌کند:
میدان کوچک شهرداری که پل اجلالیه روبه‌روی آن است در آن روزگار پر از تب و تاب سال‌های شهریور ۲۱ عصرها منظرۀ دلپذیری داشت. جوانان شهر از هر قماش و قلم آنجا دور میدان به میله‌های ضخیم و کوتاه تکیه می‌دادند. در محیط فرحبخشی که از خنکای دم غروب و عطر رنگارنگ گل‌ها مایه می‌رفت سیگار می‌کشیدند؛ به آهنگ‌های رادیو یا گرامافون گوش می‌دادند، در انتظار روزنامه‌فروش عصر که اخبار جنگی تازه می‌آورد وقت می‌گذراندند.
همچنین علی‌اشرف درویشیان در داستان کوتاه عشق و کاهگل در مجموعه‌داستان فصل نان چندین جا از میدان شهرداری به عنوان محلی برای تجمع کارگران فصلی و ساختمانی یاد می‌کند.